# Megaselia unwini
Megaselia unwini är en tvåvingeart som beskrevs av Ronald Henry Lambert Disney 1987. Megaselia unwini ingår i släktet Megaselia och familjen puckelflugor. Inga underarter finns listade i Catalogue of Life.